# Прус Борис Васильович
Борис Васильович Прус (9 лютого 1958) — радянський український легкоатлет, спеціаліст зі стипльчезу. Виступав на всесоюзному рівні у 1980-х роках, срібний призер Спартакіади народів СРСР, переможець першостей всесоюзного та республіканського значення, учасник низки великих міжнародних стартів. Представляв Київ та Збройні сили.

## Біографія
Борис Прус народився 9 лютого 1958 року. Займався легкою атлетикою у Києві, виступав за Українську РСР та Збройні сили.
Першого серйозного успіху на всесоюзному рівні досяг у сезоні 1981 року, коли на зимовому чемпіонаті СРСР у Мінську виграв бронзову медаль у бігу на 2000 метрів з перешкодами. Пізніше також фінішував четвертим у бігу на 3000 метрів із перешкодами на всесоюзних змаганнях у Сочі.
У 1982 році на домашньому чемпіонаті СРСР у Києві з особистим рекордом 8:24.8 завоював срібну нагороду у стипльчезі, поступившись лише Олександру Величку.
У 1983 році в бігу на 3000 метрів з перешкодами здобув перемогу на міжнародному старті в Бірмінгемі, став срібним призером на чемпіонаті країни в рамках VIII літньої Спартакіади народів СРСР у Москві, виграв два всесоюзні старти в Ленінграді, у складі радянської збірної фінішував шостим на Кубку Європи в Лондоні.
1984 року в тій же дисципліні зайняв четверте місце на змаганнях у Києві.
У 1985 році стартував у стипльчезі на чемпіонаті СРСР у Ленінграді, але в призери не потрапив.
На чемпіонаті СРСР 1986 року у Києві показав у фіналі шостий результат.